# Ruffus
Ruffus är en estnisk musikgrupp som deltog för Estland i Eurovision Song Contest 2003 med bidraget Eighties Coming Back. De fick 14 poäng och slutade på 21:a plats. 

### Fotnoter
1. ↑  ”Vaiko Eplik, Estonia”. CreativEconomy.com. Arkiverad från originalet den 26 oktober 2008. https://web.archive.org/web/20081026075546/http://www.creativeconomy.org.uk/YCE/FinalistProfile.asp?ID=7&FinalistID=38.